# Мартін Луїс Гусман
Мартін Луїс Гусман (ісп. Martín Luis Guzmán; 6 жовтня 1887, Чіуауа — 22 грудня 1976, Мехіко) — був мексиканським новелістом і журналістом. Разом із Маріано Асуелою вважається одним із піонерів революційного роману — жанру, натхненного переживаннями мексиканської революції 1910 року. Провів низку періодів у вигнанні у США та Іспанії. Заснував кілька газет, щотижневиків та видавничих компаній. У 1958 році був удостоєний Національної премії Мексики з літератури.

## Біографія
Мартін Луїс Гусман народився 6 жовтня 1887 року в Чихуахуа в родині професійного офіцера. Дитинство пройшло у Мехіко та Веракрус. Він відвідував католицькі школи для хлопців. У 1908 році почав вивчати право в Мехіко. З ним водночас навчалися автори Педро Енрікес Уренья, Альфонсо Реєс, Антоніо Касо та Хосе Васконцелос. Гусман брав участь у заходах своєї групи Ateneo de la Juventud та писав для різних щоденних газет. 
З початком революційних заворушень у 1910 році Гусман приєднався до реформаторів навколо кандидата в президенти Франсіско Мадеро та брав участь у демонстраціях проти переобрання диктатора Порфіріо Діаса. Після вбивства Мадеро в 1913 році Гусман приєднався до військ революційного генерала Франсіско Вілья і дослужився до полковника. Того ж року його заарештували і наступного року відправили у заслання в Іспанію. Там він видав свою першу книгу «La querella de México». 
У період з 1916 по 1920 рік жив і писав у Нью-Йорку. Там  працював редактором іспаномовного журналу «El Gráfico» і писав для «El Universal». Мартін Луїс Гусман опублікував статті в антології під назвою «A Orillas del Hudson» (1920). 
Після повернення до Мексики Гусман продовжував працювати журналістом і заснував вечірню газету «Ель Мундо». Він був обраний членом Partido Nacional Cooperativista, але йому довелося знову втекти до Іспанії в 1924 році після обрання Плутарко Еліаса Каллеса президентом. Він пробув там напередодні громадянської війни в Іспанії 1936 року. У своїх романах «El águila y la serpiente» (1928) та «La sombra del caudillo», які спочатку були заборонені в Мексиці цензурою, він опрацював свої спогади про громадянську війну в Мексиці та її наслідки. Однак його найважливіша робота - «Меморіас де Панчо Вілья» (1940), вигадана автобіографія Панчо Вілья, в якій Гусман опрацьовує численні історичні документи. 
Після повернення післяреволюційне політичне керівництво ПРІ стилізувало його як провідну фігуру мексиканської літератури. З 1953 по 1958 рік Гусман був послом Мексики в ООН. Він отримав Національну книжкову премію за роман «Muertes Históricas» (1958). У 1970 році він став сенатором. 
Мартін Луїс Гусман помер 22 грудня 1976 року в Мехіко.